# Gonioctena fornicata
Gonioctena fornicata là một loài bọ cánh cứng trong họ Chrysomelidae. Loài này được Brüggemann miêu tả khoa học năm 1873.

## Hình ảnh

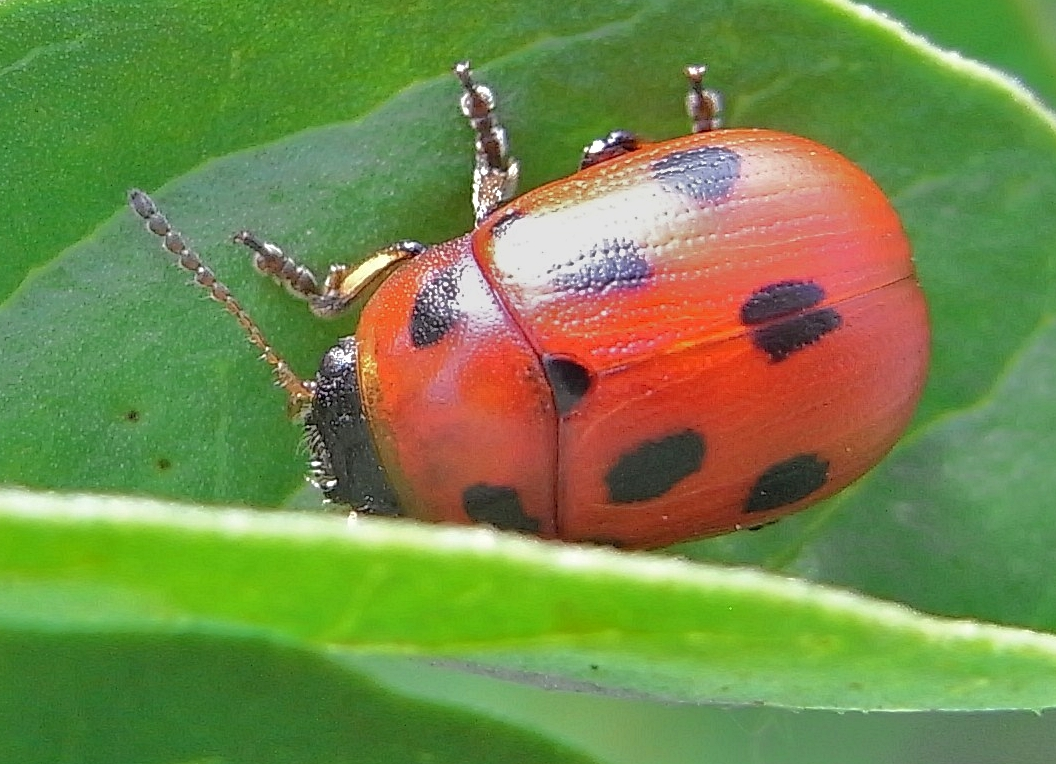
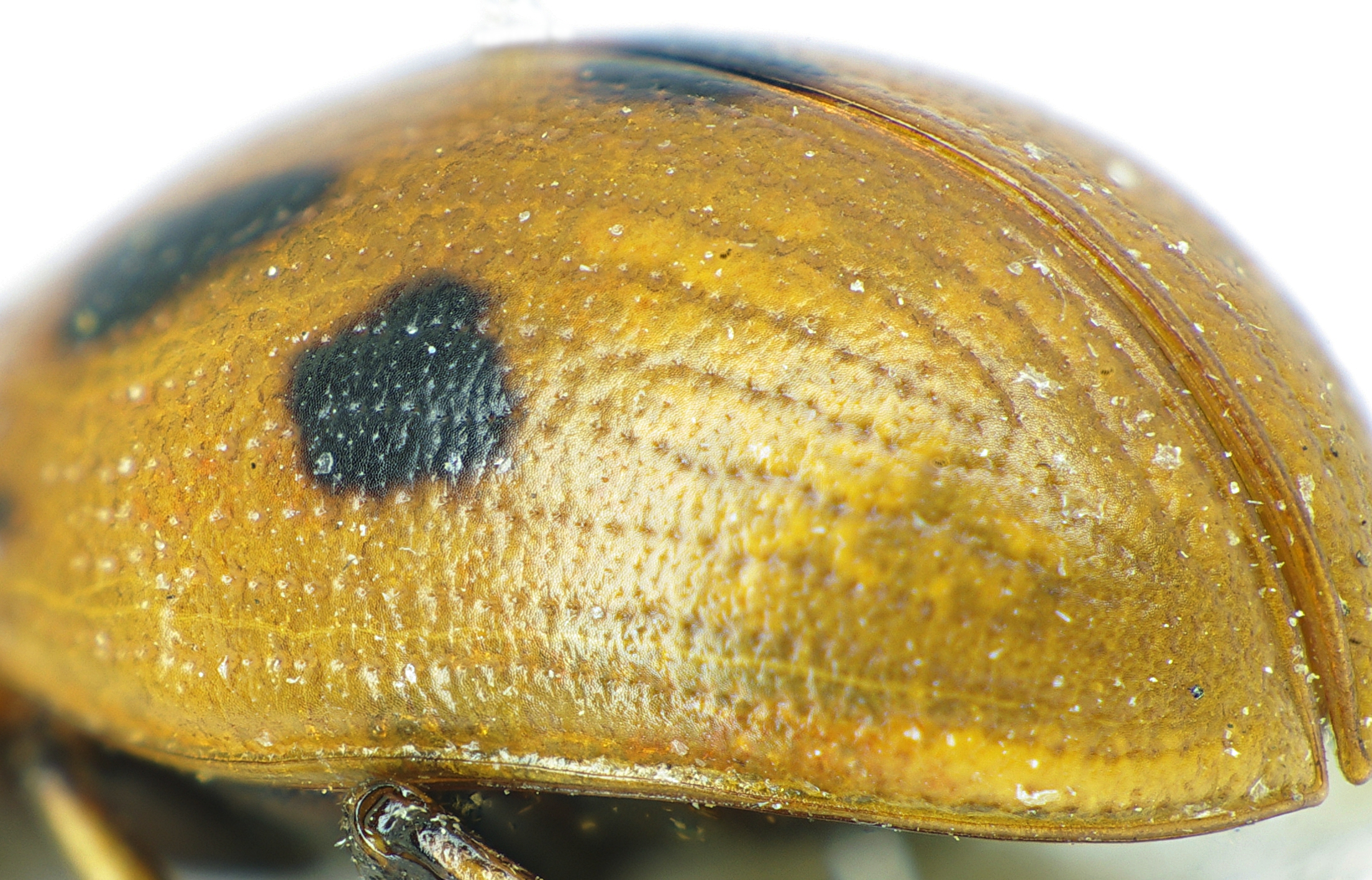
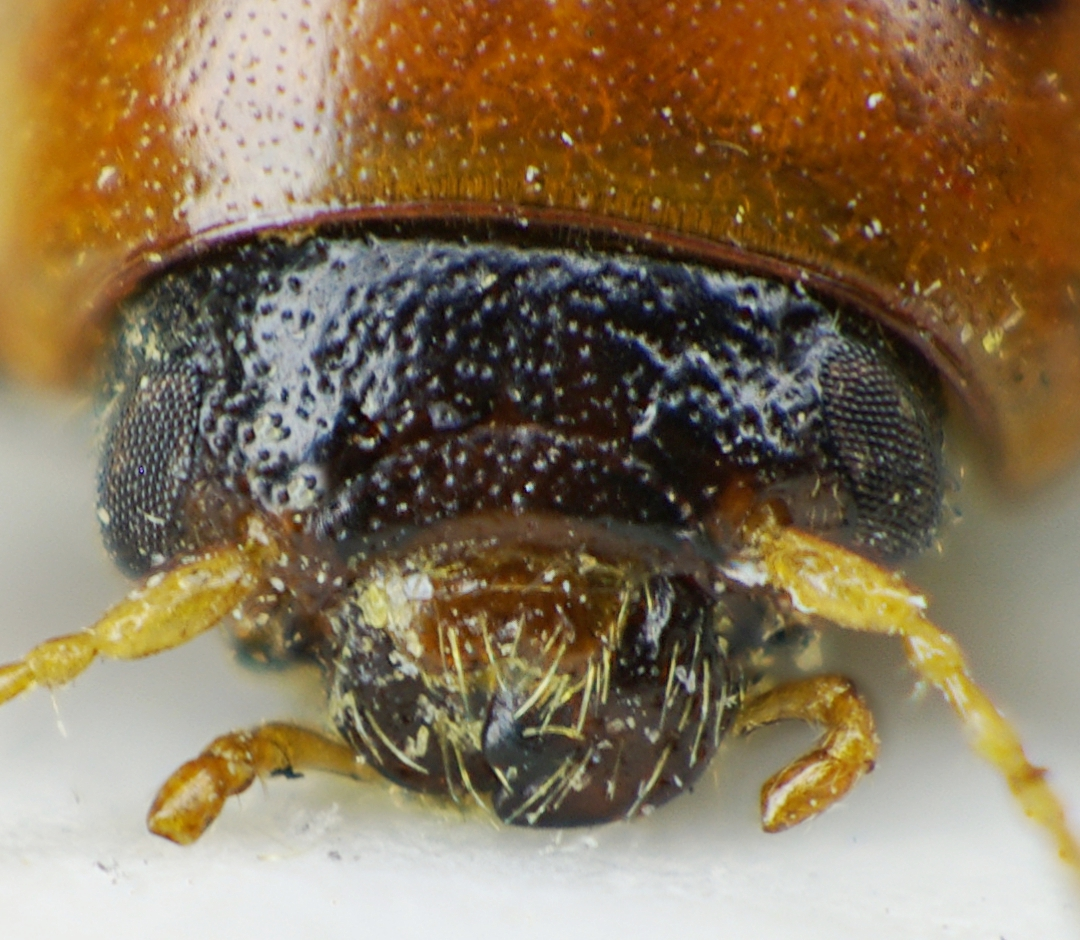
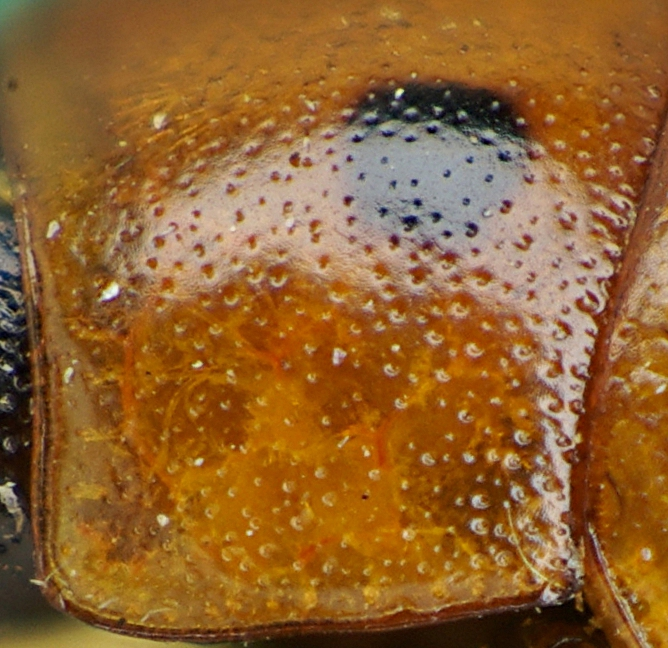